# Rochester and Genesee Valley Railroad
Die Rochester & Genesee Valley Railroad (R&GV) war eine Bahngesellschaft im US-Bundesstaat New York, die ab 1852 eine Bahnstrecke im Tal des Genesee Rivers errichtete. Das Unternehmen wurde anschließend durch die Erie Railroad gemietet, bestand jedoch bis 1948 als eigenständige Gesellschaft.

## Geschichte
Mehrere Bahngesellschaften errichteten zwischen 1837 und 1844 eine Bahnverbindung Albany–Buffalo über den bedeutenden Wirtschaftsstandort Rochester und schlossen sich 1853 zur New York Central Railroad zusammen. Etwa 120 km südlich von Rochester verlief die 1851 fertiggestellte Ost-West-Strecke der New York and Erie Rail Road. Bereits Mitte der 1840er-Jahre wurden Verbindungen von Buffalo und Rochester zur Erie Rail Road projektiert. Diese Planungen mündeten in die Gründung der Attica & Hornellsville Railroad (A&H) im Jahr 1845 und der Buffalo & Conhocton Valley Railway (B&CV) im Jahr 1850. Die A&H – 1851 umbenannt in Buffalo & New York City Railroad (B&NY) – errichtete zwischen 1849 und 1852 eine Schienenverbindung zwischen Hornellsville an der Erie Rail Road, Portage, Attica und Buffalo. Die B&CV – 1852 in Buffalo, Corning & New York Railroad (BC&NY) umfirmiert – begann 1850 mit dem Bau einer Bahnstrecke zwischen Painted Post (bei Corning) und Buffalo, die 1852 bis Avon und 1854 bis Batavia fertiggestellt wurde. Beide Gesellschaften gerieten in finanzielle Schwierigkeiten, die 1856 zur Insolvenz der BC&NY führten. Sowohl die BC&NY als auch die B&NY wurden am 28. Oktober 1857 durch die Buffalo, New York & Erie Railroad (BNY&E) übernommen.
Um Rochester ebenfalls mit der Erie Railroad zu verbinden, wurde am 15. Januar 1851 – nach anderer Quelle am 7. Juni 1851 – die Rochester & Genesee Valley Railroad gegründet, um eine Bahnstrecke von Rochester über Avon nach Portage zu errichten. Nach Vermessung einer 30 km (18,69 Meilen) langen Trasse bis Avon wurden die Bauarbeiten im Oktober 1852 aufgenommen. Zwei Jahre später, am 10. August 1854, wurde die in der auch von der Erie Railroad verwendeten Spurweite von 1829 mm (6 Fuß) ausgeführte Strecke eröffnet.
Von Beginn an war die R&GV sowohl personell als auch operativ eng mit der BC&NY verbunden: Der erste Präsident der R&GV, James S. Wadsworth, besetzte dieselbe Position auch bei der BC&NY. Letztere führte im Auftrag der R&GV deren gesamten Zugverkehr durch und erhielt als Streckennutzungsgebühr eine prozentuale Beteiligung am Umsatz. Ab 30. September 1858 wurde die Rochester & Genesee Valley Railroad vollständig an die Buffalo, New York & Erie Railroad vermietet. Diese wurde wiederum ab 1. Mai 1863 für 490 Jahre an die Erie Railroad vermietet, die das Unternehmen allerdings am 11. April 1896 vollständig übernahm.
Für den südlich von Avon anschließenden Streckenabschnitt nach Portage hatte die R&GV zwar die Konzession und bis Mount Morris auch die Grundstücke für die Trasse erworben, bis 1855 jedoch keine Bauarbeiten aufgenommen. Aktionäre der R&GV aus Geneseo und Mount Morris schlugen daher vor, die Streckenverlängerung selbst zu errichten. Die R&GV ging im Folgejahr auf den Vorschlag ein. Die daraufhin am 2. Juni 1856 gegründete Genesee Valley Railroad erwarb am 26. Dezember die Trasse und nahm Anfang 1857 Bauarbeiten auf, wurde jedoch durch die Wirtschaftskrise gebremst. Die 24,7 km (15,36 Meilen) lange Verbindung Avon–Mount Morris wurde am 13. Januar 1859 fertiggestellt und an die Buffalo, New York & Erie Railroad vermietet, die im April 1859 den regelmäßigen Betrieb aufnahm. Die Betreibergesellschaft musste allerdings bald darauf Insolvenz anmelden und wurde am 29. Mai 1860 an die am 8. März 1860 gegründete Avon, Geneseo & Mount Morris Railroad Company (AG&MM) verkauft. Die AG&MM wurde wiederum ab 1. Januar 1872 an die Erie Railroad vermietet.
Während die Vermietung der AG&MM an die Erie Railroad mit Stilllegung ihres Streckenabschnitts im Jahr 1940 endete, bestand die R&GV formal bis 1948. Am 18. Mai dieses Jahres übernahm die Erie die Rochester & Genesee Valley Railroad vollständig.

## Infrastruktur
Die Rochester & Genesee Valley Railroad (R&GV) hielt die Konzession für eine Verbindung von Rochester über Avon und Mount Morris bis Portage, von der zwei Abschnitte gebaut wurden: Der 30 km (18,69 Meilen) lange Teil Rochester–Avon durch die R&GV selbst und das anschließende, 24,7 km (15,36 Meilen) lange Teilstück Avon–Mount Morris durch die Genesee Valley Railroad (ab 1860 Avon, Geneseo & Mount Morris Railroad Company, AG&MM). Beide Teile wurden eingleisig mit der durch die Erie Railroad verwendeten Spurweite von 1829 mm (6 Fuß) errichtet. Durch die zunehmende Verbreitung der Regelspur wurde die Breitspur zu einem betrieblichen Hindernis, so dass die Strecken der Erie und ihrer Tochterunternehmen 1881 umgespurt wurden. Zwischen Rochester und Mount Morris erfolgte dieser Schritt nach längerer Vorbereitung am 30. Juli 1881 innerhalb eines einzelnen Tages.
1907 elektrifizierte die Erie Railroad die Strecken Rochester–Avon und Avon–Mount Morris. Die mit 11 kV 25 Hz versorgte Oberleitung wurde für den regen Personenverkehr genutzt, während im Güterverkehr weiterhin Dampflokomotiven zum Einsatz kamen. Durch den aufkommenden Individualverkehr sank das Fahrgastaufkommens jedoch ab den späten 1920er-Jahren. Die Erie Railroad stellte den elektrischen Zugbetrieb daher am 29. November 1934 ein. Auf dem Südabschnitt Avon–Mount Morris entfiel ferner ab 1933 ein Großteil des Güterverkehrs, nachdem die Dansville and Mount Morris Railroad südöstlich von Mount Morris eine Verbindung zur Delaware, Lackawanna and Western Railroad herstellen konnte. Die AG&MM beantragte daher 1939 die Stilllegung ihrer Strecke, die Ende des Jahres genehmigt und am 22. Januar 1940 vollzogen wurde.
Auf dem Nordabschnitt Rochester–Avon endete der Personenverkehr am 30. September 1941. Der Güterverkehr wurde fortgeführt, wechselte aber zusammen mit der Infrastruktur mehrfach den Betreiber und wird seit 1996 durch die Livonia, Avon and Lakeville Railroad betrieben.